# Refugio del Monte
Refugio del Monte är en ort i Mexiko.   Den ligger i kommunen San Diego de la Unión och delstaten Guanajuato, i den centrala delen av landet, 270 km nordväst om huvudstaden Mexico City. Refugio del Monte ligger 2 014 meter över havet och antalet invånare är 120.
Terrängen runt Refugio del Monte är huvudsakligen platt, men åt nordost är den kuperad. Runt Refugio del Monte är det ganska glesbefolkat, med 31 invånare per kvadratkilometer. Närmaste större samhälle är San Diego de la Unión, 18,9 km nordväst om Refugio del Monte. Trakten runt Refugio del Monte består till största delen av jordbruksmark.